# 高崎市

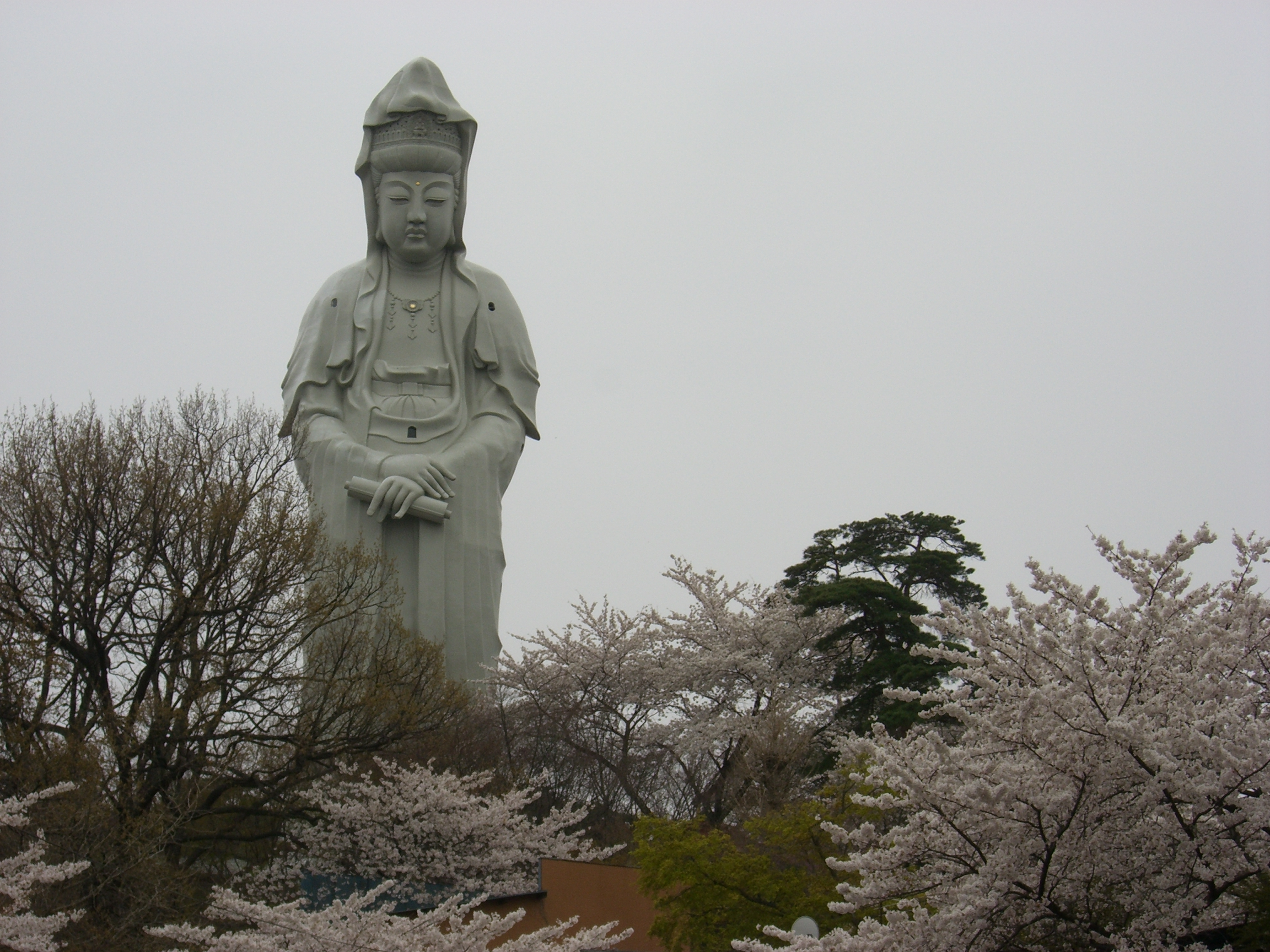
高崎觀世音菩薩

高崎市（日语：／ Takasaki shi */?）是日本群马县西南部的城市，位于關東平原西北部。由東京前往長野縣金澤市的北陸新幹線和前往新潟縣的上越新幹線的開通更使高崎市成為群馬縣的鐵路交通樞紐和工商業中心城市。

## 交通
境內有東日本旅客鐵道的多條路線通過，分別為:上越新幹線、北陸新幹線、高崎線、上越線、信越本線、兩毛線、八高線、上野東京線和湘南新宿線，上信電鐵的上信線也通過市內。

### 鐵道
- 東日本旅客鐵道
  - 上越新幹線・北陸新幹線: 高崎站
  - 高崎線・上野東京線・ 湘南新宿線: 高崎站 - 倉賀野站 - 新町站
  - 上越線・兩毛線: 高崎站 - 高崎問屋町站 - 井野站
  - 信越本線: 高崎站- 北高崎站 - 群馬八幡站
  - 八高線: 高崎站 - 倉賀野站

- 上信電鐵
  - 上信線 : 高崎站 - 南高崎站 - 佐野之渡站 - 根小屋站 - 高崎商科大學前站 - 山名站 - 西山名站 - 馬庭站 - 吉井站 - 西吉井站

### 道路

##### 高速公路
- 關越自動車道
- 北關東自動車道
- 上信越自動車道

#### 國道
- 國道18號

## 友好城市
- 承德市（中华人民共和国河北省）
- 聖安德烈（巴西圣保罗州）
- 巴特爾克里克（美國密歇根州）
- 比尔森（捷克比爾森州）
- 文珍俞巴市（菲律宾）